# Charles Chamberland
Charles Edouard Chamberland (Chilly-le-Vignoble, 12 marzo 1851 – Parigi, 2 maggio 1908) è stato un microbiologo francese, che ha lavorato con Louis Pasteur.

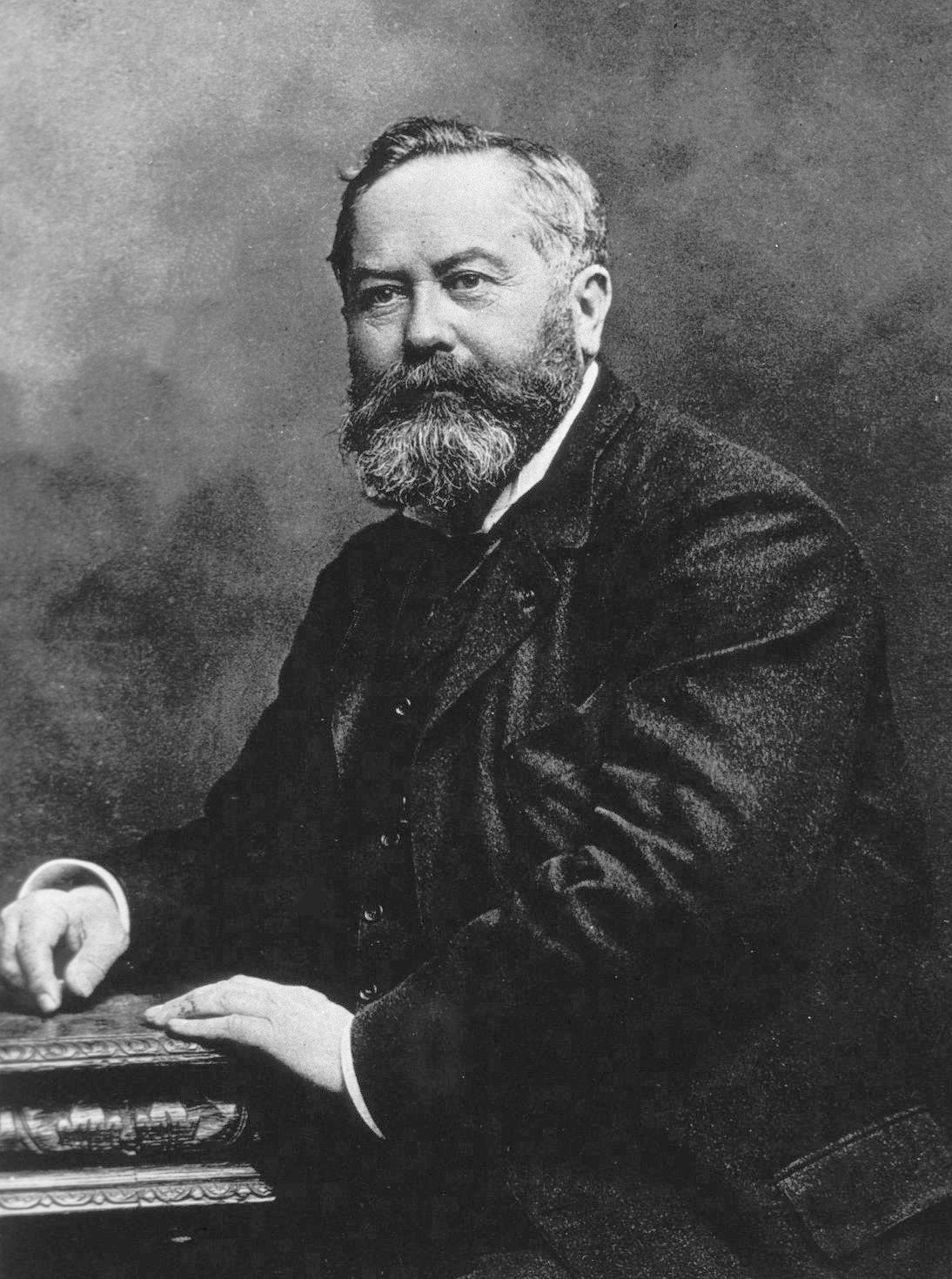
Charles Chamberland nel 1880 circa

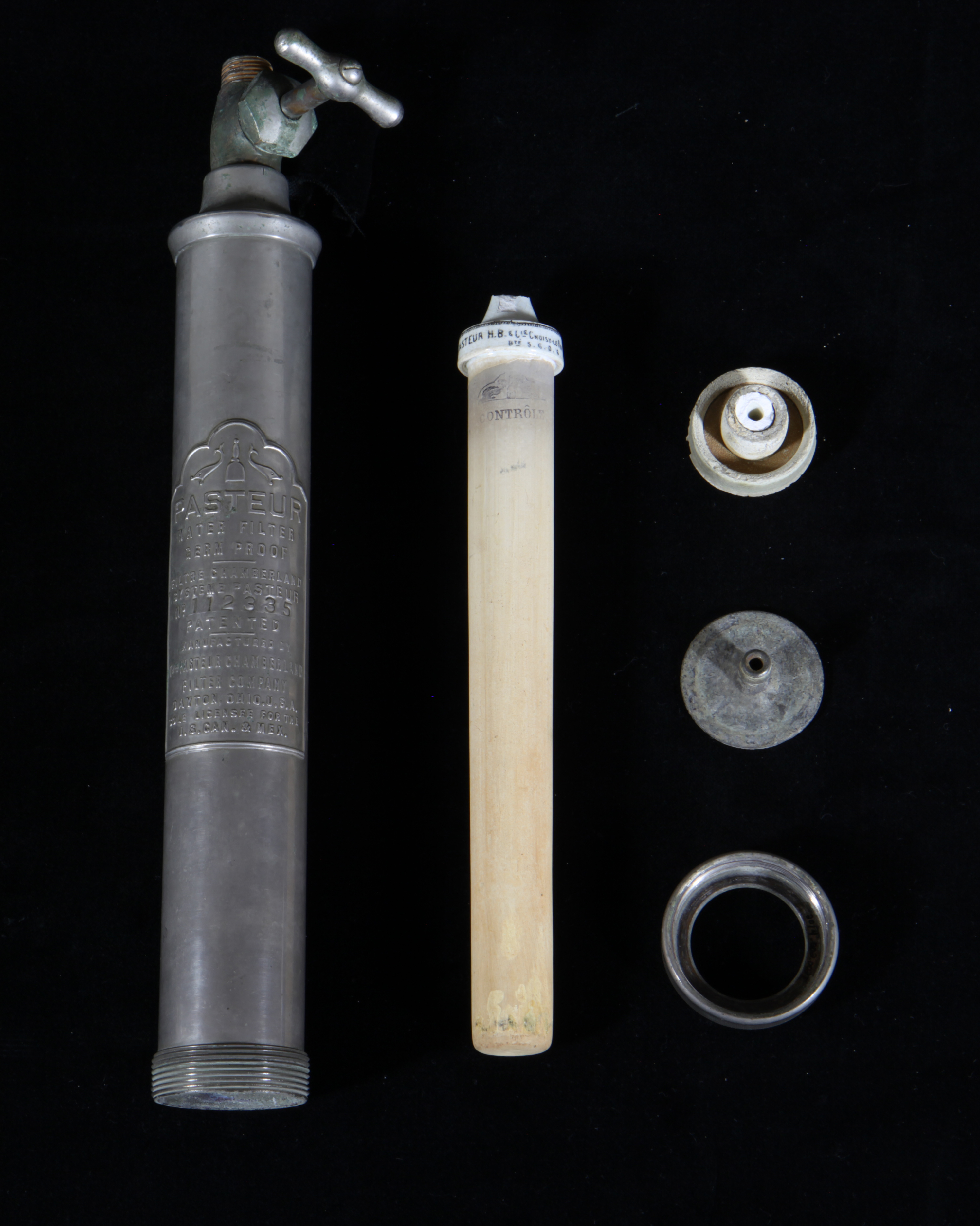
Componenti di un filtro Pasteur-Chamberland

Nel 1884 sviluppò un tipo di filtrazione noto oggi come filtro Chamberland o filtro Chamberland-Pasteur, un dispositivo che utilizzava una barra di porcellana non smaltata.  Il filtro aveva pori più piccoli dei batteri, rendendo così possibile il passaggio di una soluzione contenente batteri attraverso il filtro e la rimozione completa dei batteri dalla soluzione. Chamberland è stato anche accreditato per l'avvio di un progetto di ricerca che ha portato all'invenzione del dispositivo autoclave nel 1879.